# Megapodagrionidae
Megapodagrionidae – rodzina ważek równoskrzydłych (Zygoptera) obejmująca prawie 300 gatunków szeroko rozprzestrzenionych w tropikalnej Ameryce, Afryce, Azji i w Oceanii. Ich filogeneza nie została poznana – głównie z powodu braku opisów larw wielu gatunków. W 2012 roku w zależności od autora grupowano je w 37–40 rodzajach. Możliwe, że jest to takson parafiletyczny. Dotychczas proponowane podziały na podrodziny mają niewielką wartość taksonomiczną z powodu braku jednoznacznej diagnozy dla całej rodziny. Analiza morfologiczna larw sugeruje podział na cztery zasadnicze grupy, ale brak opisów larw pozostałych gatunków nie pozwala na potwierdzenie takiego podziału dla całej rodziny.

## Podział systematyczny
Do rodziny według World Odonata List zalicza się rodzaje:
- Allopodagrion Förster, 1910
- Megapodagrion Selys, 1885
- Teinopodagrion De Marmels, 2001

- Agriomorpha May, 1933
- Allolestes Selys, 1869
- Allopodagrion Förster, 1910
- Amanipodagrion Pinhey, 1962
- Archiargiolestes Kennedy, 1925
- Archaeopodagrion Kennedy, 1939
- Argiolestes Selys, 1862
- Austroargiolestes Kennedy, 1925
- Bornargiolestes Kimmins, 1936
- Burmargiolestes Kennedy, 1925
- Caledargiolestes Kennedy, 1925
- Caledopteryx Kennedy, 1925
- Celebargiolestes Kennedy, 1925
- Dimeragrion Calvert, 1913
- Griseargiolestes Theischinger, 1998
- Heteragrion Selys, 1862
- Heteropodagrion Selys, 1885
- Hypolestes Gundlach, 1888
- Megapodagrion Selys, 1885
- Mesagrion Selys, 1885
- Mesopodagrion McLachlan, 1896
- Miniargiolestes Theischinger, 1998
- Nesolestes Selys, 1891
- Neurolestes Selys, 1882
- Oxystigma Selys, 1862
- Paraphlebia Selys in Hagen, 1861
- Philogenia Selys, 1862
- Philosina Ris, 1917
- Podolestes Selys, 1862
- Podopteryx Selys, 1871
- Priscagrion Zhou & Wilson, 2001
- Protolestes Fraser, 1899
- Rhinagrion Calvert, 1913
- Rhipidolestes Ris, 1912
- Sciotropis Rácenis, 1959
- Sinocnemis Wilson & Zhou, 2000
- Tatocnemis Kirby, 1889
- Teinopodagrion De Marmels, 2001
- Thaumatoneura McLachlan, 1897
- Trineuragrion Ris, 1915